# Aphaenogaster saharensis
Aphaenogaster saharensis é uma espécie de inseto do gênero Aphaenogaster, pertencente à família Formicidae.